# Bataille de Léros
Seconde Guerre mondiale
Batailles
1940
- Vado
- Siège de Malte
- Club Run
- Convoi Espero
- Mers el-Kébir
- Punta Stilo
- Cap Spada
- Hurry
- Cap Passero
- MB.8
- Tarente
- Détroit d'Otrante
- White
- Cap Teulada

1941
- Excess
- Convoi AN 14
- Grog
- Abstention
- Baie de La Sude
- Cap Matapan
- Îles Kerkennah
- Crète
- Galite
- Substance
- Halberd
- Convoi Duisburg
- Cap Bon
- Syrte (1941)
- Rade d'Alexandrie

1942
- Syrte (1942)
- Calendar
- Bowery
- Albumen
- Harpoon
- Vigorous
- Pedestal
- Agreement
- Torch
- Stoneage
- Sabordage de la flotte française à Toulon
- Portcullis
- Banc de Skerki
- Olterra (navire auxiliaire)
- Raid sur Alger

1943
- Zouara
- Convoi de Cigno
- Convoi de Campobasso
- Corkscrew
- Husky
- Gela
- Scylla
- Pietracorbara
- Dodécanèse
  - Rhodes
  - Leros
  - Kos
- Convoi KMF-25A

1944
- Ist
- Raid sur Santorin
- Raid sur Symi
- Port-Cros
- La Ciotat
- Île de Pag

1945
Mer Ligure
- Convois alliés
  - convois de Malte
- Campagne des U-boote
- Campagne adriatique

La bataille de Léros, également appelée opération Léopard (en grec moderne : Μάχη της Λέρου - Máchi tis Lérou), est l'affrontement principal de la campagne du Dodécanèse durant la Seconde Guerre mondiale opposant principalement les forces italo-britanniques aux forces allemandes. La garnison italienne de Léros est renforcée par des troupes britanniques le 15 septembre 1943. La bataille débute par l'attaque aérienne allemande le 26 septembre et finit par la capitulation des forces alliées le 16 novembre.

## Contexte

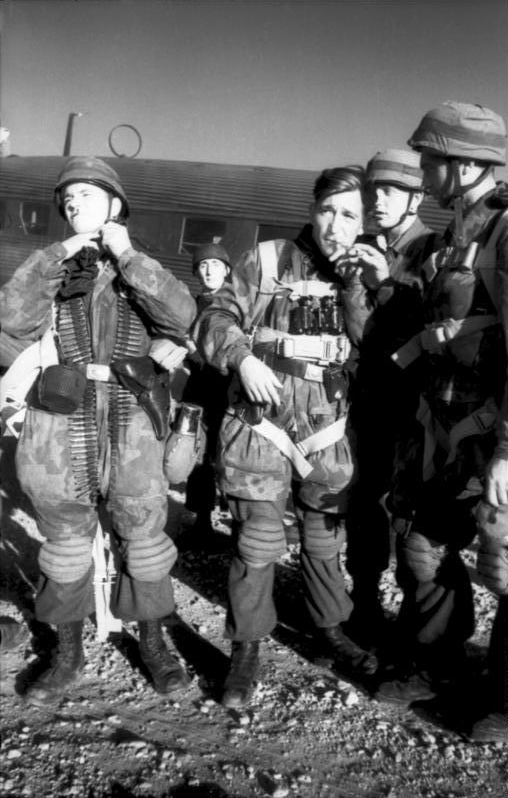
Fallschirmjäger allemands prêts à être parachutés sur Léros, 12 novembre 1943.

En conséquence de la chute de Kos, la garnison italienne de Kalymnos se rend, offrant ainsi aux Allemands une base de choix pour leur prochaine cible, Léros. L'opération nommée Opération Léopard, est prévue à l'origine pour le 9 octobre 1943, mais le 7, la Royal Navy intercepte et détruit un convoi en direction de Kos. À la fin octobre, les forces britanniques sur Léros totalisaient 3 000 hommes. Robert Tilney en prend le commandement le 5 novembre.
De septembre à octobre 1943, les forces britanniques perdent 6 destroyers, 2 sous-marins et 4 croiseurs légers, coulés par l'aviation allemande.

## La bataille
Le 26 septembre 1943, les Allemands tentent de reprendre l’île aux Italiens, aux Britanniques et aux Grecs. Celle-ci fut très durement bombardée pendant plus d’un mois et demi jusqu'au 16 novembre 1943, date à laquelle elle tomba finalement aux mains de l’ennemi, après un débarquement le 12 novembre vers 4 h 30 du matin qui ne put être empêché par les canons côtiers italiens et par les soldats britanniques.
La baie de Lakki abritait une importante base d’hydravions construite par les Italiens, pendant leur occupation, de plus cette baie est le port naturel le plus profond de mer Méditerranée, d'où son importance stratégique pour les forces allemandes en Méditerranée.

### Pertes
- Allemands - 520 ;
- Britanniques - 187 ;
- Italiens - 164 ;
- Marine royale hellénique - 68 ;
- Civils - 20.

## Conséquences

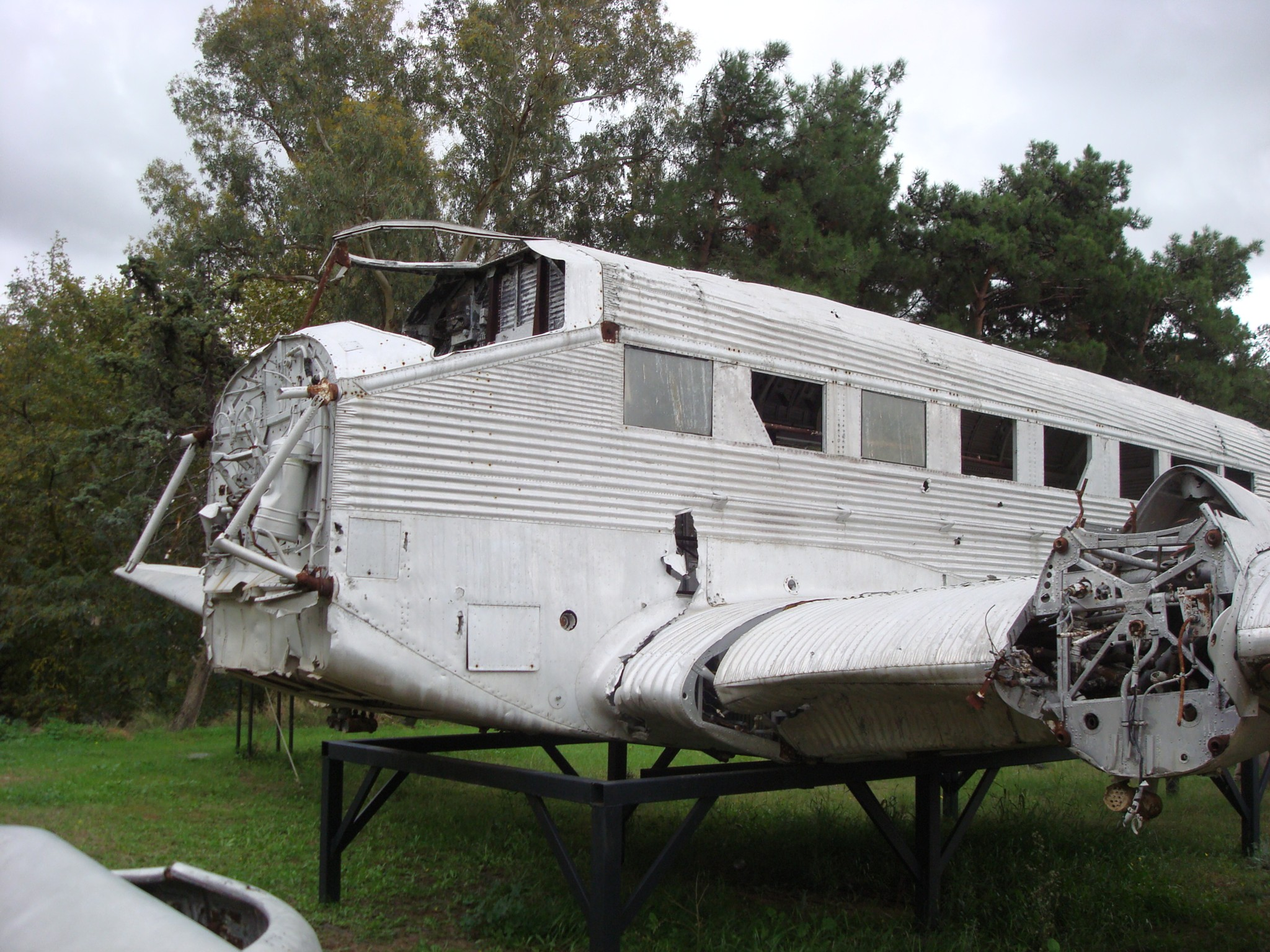
Carcasse d'un Junkers Ju 52 abattu au-dessus de Leros le 13 novembre 1943 et conservé au musée de la Force aérienne grecque.

Le retrait des Américains de cette partie du théâtre méditerranéen avait scellé le sort de Leros. En l'absence de soutien aérien et fortement attaqués par l'aviation ennemie, les trois bataillons britanniques avaient combattu pendant cinq jours jusqu'à ce qu'ils soient épuisés et ne puissent combattre davantage.
À la suite de la chute de Leros, Samos et les autres îles du Dodécanèse (Patmos, Fourni et Ikaria) sont évacuées par les Britanniques puis occupées par les Allemands. La garnison italienne de Samos, bombardée par les Stuka allemands, se rend le 22 novembre. Le Dodécanèse restera occupé par les Allemands jusqu'à la fin de la guerre.
La bataille de Leros est considérée comme la dernière grande défaite de l'armée britannique pendant la Seconde Guerre mondiale et l'une des dernières victoires allemandes. La victoire allemande fut principalement due à leur supériorité aérienne totale, qui a causé de lourdes pertes aux Alliés.

## Dans la culture populaire
Le roman Les Canons de Navarone fut certainement inspiré par cette bataille. Toutefois, dans cette fiction, les Britanniques sont basés sur une île fictive baptisée Khéros.